# Septimanie d'Egmont
Jeanne Louise Armande Élisabeth Sophie Septimanie d'Egmont, född de Vignerot du Plessis 1 mars 1740 i Montpellier, död 14 oktober 1773 på slottet i Braisne, var en fransk salongsvärdinna. Hon brevväxlade med Gustav III och anses ha haft ett visst inflytande över honom.

## Biografi
Septimanie d'Egmont var dotter till härföraren Louis François Armand de Vignerot du Plessis, den tredje hertigen av Richelieu. Genom sin farmor stammade hon från de holländska grevarna Egmont. Hon uppfostrades hos en faster i ett benediktinkloster i Normandie och blev 1759 gift med Don Casimir Pignatelli, greve d'Egmont.
Från 1760 stod hon värd för en salong som var samlingsplats för "den tidens litterära storheter" som Voltaire och Rousseau, och för oppositionen mot Madame du Barrys och René Charles de Maupeous reformer och var nära vän till Étienne François de Choiseul. Bland de svenska besökarna av hennes salong märks bland andra Gustaf Filip Creutz och Alexander Roslin. Hon var nära vän med den svenske ambassadören i Paris, Ulrik Scheffer, och lärde genom honom känna Gustav III under hans besök i Paris 1771.
Septimanie d'Egmont brevväxlade sedan med Gustav III, rådde honom till "dämpandet af partiernas raseri" och en "monarki inskränkt genom lagarna", och hyllade statskuppen 1772, särskilt dess oblodiga karaktär. Hon kallade Gustav III för sitt "hjärtas hjälte", och det anses troligt att hon utövade ett visst inflytande "på den upplysta, mänskliga, i mycket frisinnade riktningen i Gustaf III:s tidigare regeringssätt".
Ganska snart visade dock Gustav III allt mindre intresse för korrespondensen med grevinnan d'Egmont, och slutligen tröttnade han helt och överlät brevväxlingen på Carl Fredrik Scheffer, vilket kränkte henne djupt. Några månader senare avled hon i tuberkulos.